# (19570) Jessedouglas
(19570) Jessedouglas est un astéroïde de la ceinture principale.

## Description
(19570) Jessedouglas est un astéroïde de la ceinture principale. Il fut découvert le 13 juin 1999 à Prescott (Arizona) par Paul G. Comba. Il présente une orbite caractérisée par un demi-grand axe de 2,40 UA, une excentricité de 0,07 et une inclinaison de 5,1° par rapport à l'écliptique.

## Compléments